# Poiana Câmpina
Poiana Câmpina község és falu Prahova megyében, Munténiában, Romániában.  A hozzá tartozó települések: Bobolia, Pietrișu és Răgman.

## Fekvése
A megye nyugati részén található, a megyeszékhelytől, Ploieștitől, harminchét kilométerre északnyugatra, a Prahova folyó mentén, a Szubkárpátok dombságain.

## Történelem
Első írásos említése 1510-ből való, Poiana Sării néven. Később Poiana de Prahova néven említették, majd 1930-ban kapta a Poiana de Câmpina nevet. 
A 19. század végén a község Prahova megye Prahova járásához tartozott és Poiana, Bobolia, Slobozia, Vrăjitoarea valamint Piatra de Sus falvakból állt. Ezen időszakban a községnek volt egy iskolája, 5 malma, egy kallómalma a Prahova folyón, egy vízimalma a Doftana folyón és három temploma: egy Poiana faluban, melynek építését Toma Cantacuzino finanszírozta 1688-ban, egy Bobolia faluban, melyet 1838-ban szenteltek fel és egy Slobozia-n, melyet Mihai Cantacuzino alapított.
1925-ös évkönyv szerint Bobolia, Piatra, Poiana, Slobozia és Vrăjitoarea falvakból állt, összesen 2200 lakossal. 1931-től 1989-ig Câmpina városának irányítása alatt állt. 1938-ban a Prahova megyei Câmpina járáshoz tartozott.
A második világháború előtt gyógyfürdőnek nyilvánították, köszönhetően az 1940 előtt itt működő sós vizű fürdőknek. Ezen fürdőket egy Popescu nevű orvos működtette, halála után utódainak nem volt elegendő anyagi hátterük a fürdők fenntartásához, így azokat idővel lerombolták.
1950-ben közigazgatási átszervezés alapján, a Prahova-i régió Câmpina regionális városához került, majd 1952-ben a Ploiești régióhoz csatolták. 1964-ben Vrăjitoarea falu felvette a Pietrișu nevet.
1968-ban ismét megyerendszert vezettek be az országban, így megint Prahova megye része lett, azon belül pedig Câmpina városának irányítása alatt álló községgé vált.
1989 és 1990 között Câmpina része lett, mint annak egyik városnegyede. 1991 augusztusában ismét községi rangra emelték.

## Lakossága
| Nemzetiségek | 2002 | 2002   |
| ------------ | ---- | ------ |
| Románok      | 5329 | 99,64% |
| Romák        | 8    | 0,14%  |
| Magyarok     | 4    | 0,07%  |
| Görögök      | 3    | 0,05%  |
| Törökök      | 2    | 0,03%  |
| Németek      | 1    | 0,01%  |
| Lipovánok    | 1    | 0,01%  |
| Összesen     | 5348 | 100,0% |